# Pallikkunnu
Pallikkunnu es una ciudad censal situada en el distrito de Kannur en el estado de Kerala (India). Su población es de 27820 habitantes (2011). Se encuentra a 2 km de Kannur y a 94 km de Kozhikode.

## Demografía
Según el censo de 2011 la población de Pallikkunnu era de 27820 habitantes, de los cuales 12732 eran hombres y 15088 eran mujeres. Pallikkunnu tiene una tasa media de alfabetización del 97,91%, superior a la media estatal del 94%: la alfabetización masculina es del 98,41%, y la alfabetización femenina del 97,50%.